# Erich Bürzle
Erich Bürzle (né le 9 février 1953) est un footballeur et entraîneur de nationalité liechtensteinoise. Il est le sélectionneur du Liechtenstein à deux occasions en 1990 et en 1998.